# Понтар, Пьер
Пьер Понтар (23 сентября 1749, Мюссидан — 22 января 1832, Париж) — французский писатель и издатель, а также политический и религиозный деятель, в период Великой Французской революции бывший конституционным епископом и депутатом законодательного собрания.

## Биография
О жизни Понтара до революции известно немного: он получил религиозное образование и священнический сан, после чего служил кюре в Сарлате. Был горячим сторонником гражданского устройства духовенства, поддержал революцию и в феврале 1791 года получил назначение конституционным епископом Дордони, а 8 сентября того же года был избран в парламент от духовенства Дордони, сохранив мандат до 20 сентября 1792 года. В 1792—1793 годах издавал «Journal prophétique». Был противником целибата и 22 сентября 1793 года женился, причём представил свою супругу Национальному собранию; участвовал в принятии некоторых постановлений касательно разрешения священнослужителям вступать в брак. Известно, что Понтар серьёзно увлекался мистикой и эзотерикой, находился в тесном контакте с соответствующими кругами (в частности, с предсказательницей Сюзетт Лабрус, с которой предположительно состоял в отношениях и пытался представить её как религиозную деятельницу; Лабрус составила завещание в его пользу, и после её кончины Понтар получил 3000 франков) и был вовлечён в некоторые связанные с ними скандалы. В период Консулата был директором интерната, который вскоре закрылся по финансовым соображениям. Затем значительное число лет провёл в нищете, но с 1820 года поддерживался Батильдой Орлеанской, установившей ему пожизненную ренту.

## Сочинения
Некоторые романы его друга Пиго-Лебрена, по предположениям, написаны последним в соавторстве с Понтаром. Наиболее известные сочинения: «Le recueil des ouvrages de la célèbre M-lle Labrousse» (Бордо, 1797) и «Grammaire mécanique élémentaire de l’orthographe française» (Париж, 1812).